# Kiusili
Kiusili is een bestuurslaag in het regentschap Timor Tengah Utara van de provincie Oost-Nusa Tenggara, Indonesië. Kiusili telt 772 inwoners (volkstelling 2010).